# سیارک ۸۷۵۱
سیارک ۸۷۵۱ (به انگلیسی: 8751 Nigricollis، نامگذاری:2594P-L) هشت هزار و هفتصد و پنجاه و یکمین سیارک کشف شده‌است که در ۲۴ سپتامبر ۱۹۶۰ کشف شد.
قدر مطلق سیارک برابر ۱۴٫۶۰ است.